# Андріяшик Роман Васильович
Рома́н Васи́льович Андрія́шик (9 травня 1933, с. Королівка Борщівського району Тернопільської області — 2 жовтня 2000, Київ) — український письменник, журналіст, лауреат Шевченківської премії (1998, за роман про Юрія Федьковича «Сторонець»).

## Життєпис
Народився в селянській родині. По закінченні Борщівської середньої школи служив у Радянській армії. Навчався на фізико-математичному факультеті Чернівецького університету (1951—1954). У 1964 році заочно закінчив факультет журналістики Львівського університету.
Працював журналістом (1957—1968) у газетах та видавництвах.
Почав друкуватися у 1957 році. У 1966 році після виходу у світ першого роману «Люди зі страху» став членом Спілки письменників СРСР. Темі трагічної долі західноукраїнської молоді присвятив наступний роман «Полтва», опублікований у журналі «Прапор» 1969 року (№ 8—9). Цей твір був негативно оцінений тогочасною критикою, автору заборонили друкуватися, а його творчість замовчували.
У 1968—1976 роках перебував на творчій роботі, у 1976—1978 — науковий редактор УРЕ. У 1978—1993 — старший редактор прози видавництва «Український письменник».
Ізоляція Романа Андріяшика тривала до 1976 року, але й опісля її зняття атмосфера навколо творчості письменника залишалася напруженою.

Могила Романа Андріяшика

Помер після тривалої хвороби на 68-му році життя 2 жовтня 2000 року. Похований на Байковому кладовищі (ділянка № 49а, 50°25′1.22″ пн. ш. 30°30′5.72″ сх. д. / 50.4170056° пн. ш. 30.5015889° сх. д.).

## Твори

### Романи
- «Люди зі страху» (1966) — подане нове трактування війни — не як вияв героїзму, а як антигуманний механізм продукування насильства та духовного нищення;
- «Полтва» (1969) — про трагічну долю західноукраїнської молоді;
- «Додому нема вороття» (1976) — тема цього твору є продовженням «Людей зі страху», де показав намагання героя вижити та зберегти людську гідність серед страхіть війни;
- «Кровна справа» (1978);
- «Думна дорога» (1982);
- «Сад без листопаду» (1980), герой якого відчув на собі руйнівну силу «неоголошеної атомної війни»;
- «Сторонець» (1992) — про долю Юрія Федьковича;
- «Три хрести» — незавершений

### Драми
- «В кінці престолу» (1994)
- «Велика гра» (не опубл.), обидві — про патріарха Володимира (Романюка)

Під час пожежі в батьківській хаті згоріли рукописи роману «Камінний хрест» про Василя Стефаника та незакінчений роман «Мойсей» про Івана Франка.
Романи перекладалися російською мовою.

## Вшанування пам'яті
- Ім'я Романа Андріяшика присвоєно Борщівській гімназії.